# Marie-José Perec
Marie-José Perec (Basse-Terre, Guadeloupe, 9 de maio de 1968) é uma ex-atleta francesa especialista em provas de velocidade.
Ganhou por três vezes medalhas olímpicas, uma vez nos Jogos Olímpicos de Verão de 1992 em Barcelona (400 m) e duas vezes nos Jogos Olímpicos de Verão de 1996 em Atlanta (200 e 400 m). Foi ainda bicampeã mundial nos 400 m (em 1991 e 1995).